# Юниус, Адриан
Адриан Юниус (лат. Hadrianus Junius, собственно Адриан де Йонге, нидерл. Adriaen de Jonghe; 1 июля 1511 — 16 июня 1575) — нидерландский врач и учёный, автор латинских трудов. 

## Биография
Адриан Юниус окончил школу в Харлеме, затем изучал в Париже и Болонье медицину и философию, посетил в Италии Андреа Альчиато и в 1540 г. получил докторскую степень.
В 1542 году поехал в Англию лейб-медиком при герцоге Норфолке. Некоторое время был первым врачом при датском короле; наконец, основался в Хаарлеме, где стал известен и своими работами, и как врач. Здесь его выбрали городским врачом и ректором латинской школы.
В 1574 году он поселился в Мидделбурге, где принц Вильгельм Оранский предложил ему должность городского врача.

## Труды
Известны его латинские стихотворения.
Полный список его трудов имеется у Шельтема. Самые важные из них:
- «Medicae quaestiones» (Париж, 1541);
- «Lexicon graeco-latinum auctum» (Базель, 1543);
- «Эмблемата» (Emblemata; Антверпен, 1565) ;
- «Commentarii in Horatii carmina» (Базель, 1566);
- «Nomenclator omnium rerum propria nomina variis linguis explicata indicans» (Антверпен, 1567, 1577, 1583; Лондон, 1585; Париж, 1606; Франкфурт, 1590, 1596, 1602, 1619).

После его смерти был издан его большой исторический труд «Batavia» (Лейден, 1588), где он доказывает, что первым изобретателем книгопечатания был Лауренс Костер.